# Degerloch
Degerloch, Stuttgart-Degerloch – okręg administracyjny (Stadtbezirk) w Stuttgarcie, w kraju związkowym Badenia-Wirtembergia. Liczy 16 113 mieszkańców (31 grudnia 2011) i ma powierzchnię 8,02 km².